# Norra Slättlandet

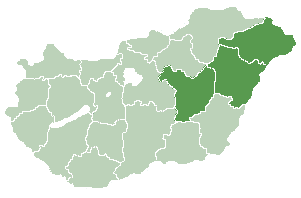
Norra Slättlandet i Ungern.

Norra Slättlandet (ungerska: Észak-Alföld) är en statistisk region (NUTS 2) i östra Ungern. Regionen har en area på 17 749 km² och ett invånarantal på 1 554 000 invånare. Namnet kommer från det historiska landskapet Stora ungerska slättlandet.
Regionhuvudstaden är Debrecen och regionen består av tre provinser: Hajdú-Bihar, Jász-Nagykun-Szolnok och Szabolcs-Szatmár-Bereg.